# Объединённый гималайский комитет
Объединённый гимала́йский комите́т (англ. Joint Himalayan Committee; до 1947 г. –  Комите́т Джомолу́нгмы (Mount Everest Committee)) — организация, созданная «Альпийским клубом» и «Королевским географическим обществом» для того, чтобы координировать и финансировать первую разведывательную экспедицию на Джомолунгму, состоявшуюся в 1921 году, и последующие британские экспедиции на эту гору, включая экспедицию 1953 года, осуществившую первовосхождение на вершину Джомолунгмы.

## Создание
Ко времени основания комитета, Джомолунгма была желанной целью для британских альпинистов уже довольно давно. Так, например, Клинтон Дент (англ. Clinton Dent) ещё в 1885 г. написал про идею восхождения на её вершину. В 1916 г. А. М. Келлас опубликовал исследование «Размышление о возможности восхождения на высочайшие вершины Гималаев» (англ. A Consideration of the Possibility of Ascending the Loftier Himalaya), в котором обосновал психологическую возможность такого восхождения.
Инициатива создания «Комитета Джомолунгмы» была подана «Королевскому географическому обществу» капитаном Дж. Б. Л. Ноэлем (англ. J. B. L. Noel), совершившим путешествие в район Джомолунгмы.

## Разведывательная экспедиция
В 1920 году по распоряжению сэра Френсиса Янгхазбенда (первого председателя комитета), полковник Чарльз Говард-Бьюри (англ. Charles Howard-Bury) (будущий руководитель разведывательной экспедиции) убедил сэра Чарльза Белла использовать его значительное влияние в Тибете для того, чтобы получить разрешение на проход к Джомолунгме с северной стороны (подход с юга, со стороны Непала, был закрыт для иностранцев). Такое разрешение на следующий 1921 год было выдано Правительством Тибета.
Чтобы координировать и финансировать разведывательную экспедицию, совместная организация – «Комитет Джомолунгмы» – была создана; в неё вошли члены высокого статуса от обеих заинтересованных стороны: «Альпийского клуба» и «Королевского географического общества».
По словам Френсиса Янгхазбенда:

Дипломатия достигла своей цели, и людские преграды были преодолены; стало возможно идти на всех пара́х вперёд, к организации Экспедиции. И восхождение на Джомолунгму – это то, в чём заинтересованы как «Королевское географическое общество», так и «Альпийский клуб». Первое заинтересовано в этом потому, что «общество» не допустит, чтобы осталась хоть одна точка на поверхности Земли, куда человек хотя бы не попытается ступить. Последний – потому, что горные восхождения – его сфера деятельности. Поэтому решено организовать Экспедицию совместными усилиями обеих сообществ. И это тем более желательно, что «Географическое общество» имеет большие возможности организовывать исследовательские экспедиции, в то время как «Альпийский клуб» может лучше подобрать персонал. Объединённый комитет, названный «Комитетом Джомолунгмы», потому и был создан, и включил в себя по три члена от каждого из двух сообществ. На первом этапе, пока будет идти рекогносцировка гор, председателем будет президент «Королевского географического общества»; а на втором этапе, когда нужно будет восходить на эти горы, должен председательствовать президент «Альпийского клуба».
Оригинальный текст (англ.)Diplomacy having achieved its object and human obstacles being overcome it was possible to go full steam ahead organizing an Expedition. And climbing Mount Everest was a matter which interested both the Royal Geographical Society and the Alpine Club. It interested the former because the Society will not admit that there is any spot on the earth’s surface on which man should not at least try to set his foot. And it interested the latter because climbing mountains is their especial province. It was decided, therefore, to make the Expedition a joint effort of the two societies. And this was the more desirable because the Geographical Society had greater facilities for organizing exploring expeditions, while the Alpine Club had better means of choosing the personnel. A joint Committee, called the Mount Everest Committee, was therefore formed, composed of three members each of the two societies. And it was arranged that during the first phase, while the mountain was being reconnoitred, the President of the Royal Geographical Society should be Chairman; and in the second phase, when the mountain was to be climbed, the President of the Alpine Club should preside.

## Первовосхождение на Джомолунгму
Основная статья: Британская экспедиция на Джомолунгму (1953)
«Объединённый гималайский комитет» начал подготовку полномасштабной альпинистской экспедиции 1953 года на Джомолунгму ещё в 1951 году. В 1952 году тренировочная экспедиция, в состав которой входил и будущий первовосходитель Эдмунд Хиллари провела исследования другого восьмитысячника – горы Чо-Ойю, но на вершину его не взошла. В том же 1952 году швейцарская экспедиция совершила неудачную попытку восхождения на Джомолунгму.
Генри Сесил Джон Хант, руководитель экспедиции 1953 года, писал, что различные альпинистские клубы Великобритании получили просьбы представить на рассмотрение в «Объединённый гималайский комитет» списки наиболее опытных и квалифицированных альпинистов, среди которых был проведён отбор участников предстоящей экспедиции.
Этот же комитет занимался сбором финансовых средств для экспедиции. По словам вышеупомянутого Джона Ханта,

Одной из основных задач «Объединённого гималайского комитета», в дополнение к развитию идеи экспедиции на Джомолунгму, получению политических разрешений, выработки правил во время подготовки – является финансирование этого. Только те, кто уже получили эту поддержку, могут оценить работу и беспокойство, связанные с увеличением фондов до уровня, достаточного для подобного рода предприятия, которые по мнению публики представляют собой последовательность неудач, не оставляющую другого финансового обеспечения, кроме как из карманов самих членов Комитета.
Оригинальный текст (англ.)One of the principal tasks of the Joint Himalayan Committee in addition to those of conceiving the idea of an Everest expedition, seeking political sanction, deciding matters of policy in preparation, is to finance it. Only those who have had this care can fully appreciate the work and anxiety of raising very substantial funds for an enterprise of this nature, coloured as it inevitably is in the mind of the public by a succession of failures, with no financial security other than the pockets of the Committee members themselves.

Некоторые из организаций, внёсших свой вклад в дело комитета, включая газету «The Times», поддерживали и более ранние экспедиции.
2 июня 1953 года, через четыре дня после успешного восхождения, Хант отправил гонца, чтобы «донести в Намче-Базар сообщение о том, что нужно отправить хороших служащих Индийской беспроводной станции в Катманду. Телеграммы, выражающие скромное почтение, были посланы Королеве и Премьер-министру; ещё одна была послана в «Гималайский комитет» – о том, что я прошу привезти Тенцинга и Хиллари в Англию – Джордж Лов уже и так планировал приехать».

## Первоначальные члены
- Френсис Янгхазбенд (председатель) – президент «Королевского географического общества».
- Эдвард Сомерс-Кукс (Edward Somers-Cocks), «Королевское географическое общество».
- Полковник Джекс (Jacks), «Королевское географическое общество».
- Профессор Джон Норман Колли (англ. John Norman Collie) - президент «Альпийского клуба».
- Капитан Джон Перси Фаррар (англ. John Percy Farrar), бывший президент «Альпийского клуба».
- Чарльз Фрэнсис Мид (англ. Charles Francis Meade), «Альпийский клуб».
- Мистер Итон (Eaton) и Артур Роберт Хинкс (англ. Arthur Robert Hinks), почётные секретари.

## Последующие члены
- Уильям Эдмунд Гуденаф (англ. William Edmund Goodenough), председатель комитета с 1931 г., президент КГО.
- Перси Захария Кокс, председатель комитета, президент КГО[11].
- Джеффри Лейтем Корбетт (англ. Geoffrey Latham Corbett), представитель «Гималайского клуба»[12].
- Робер Уайли Ллойд, казначей[13].